# Выборы в парламент Республики Северная Осетия — Алания (2022)
Выборы депутатов парламента Республики Северная Осетия — Алания седьмого созыва состоялись в Северной Осетии 11 сентября 2022 года в единый день голосования. По решению избирательной комиссии голосование проводится два дня подряд — 10 и 11 сентября 2022 года с 8 до 20 часов.
Выборы 70 депутатов проводятся по пропорциональной избирательной системе, то есть партии выдвигают списки кандидатов. Самовыдвижение невозможно. Для попадания в парламент партиям необходимо преодолеть 5%-й барьер. Распределение мандатов между прошедшими барьер списками происходит по формуле. Депутаты избираются на пять лет. После выборов один из депутатов избирается в Совет Федерации, а его мандат передаётся следующему в партийном списке.
На 1 января 2022 года в республике было зарегистрировано 518 352 избирателей, из которых 47 % (243 487 избирателей) во Владикавказе.

## Ход событий
Законом «О выборах депутатов Парламента Республики Северная Осетия-Алания» установлено, что выборы депутатов парламента нового созыва назначает действующий парламент за 100-90 дней до для голосования, которым является второе воскресенье сентября (статья 5, часть 9). В 2022 году парламент должен был назначить выборы до 13 июня, но этого не произошло. В этом случае выборы назначаются Центральной избирательной комиссией не позднее чем за 80 дней до дня голосования.  17 июня 2022 года Центральная избирательная комиссия республики назначила выборы на 11 сентября 2022 года (единый день голосования). В парламенте Северной Осетии объяснили отсутствие решения о назначении выборов тем, что депутаты традиционно уступают это право избирательной комиссии.
23 июня ЦИК республики решил, что голосование будет проходить в течение двух дней — 10 и 11 числа. «Наши избиратели оценили удобство многодневного голосования, когда можно быть не привязанным к одному дню, когда можно в течение определенного периода выбрать удобное время», — заявила председатель комиссии Жанна Моргоева.

## Организация выборов
Центральная избирательная комиссия Республики Северная Осетия — Алания состоит из 14 человек: председатель, его заместитель, секретарь и 11 членов с правом решающего голоса. Действующий состав сформирован в ноябре 2021 года на 5 лет (2021-2026). 7 членов назначил глава республики Сергей Меняйло, ещё 7 — парламент республики.. Председатель избирательной комиссии — Жанна Моргоева (с декабря 2016 года), переизбрана в декабре 2021 года. Располагается во Владикавказе в здании парламента и администрации главы республики.

### Избирательная система
Выборы 70 депутатов проводятся по пропорциональной избирательной системе — партии, имеющие право участвовать в выборах, составляют списки кандидатов и выдвигают их на выборы. Самовыдвижение невозможно. Выдвигаемые партиями списки должны включать от 70 до 105 кандидатов. Состав списка и порядок кандидатов в нём определяются партией. В списке все кандидаты баллотируются в составе одного республиканского списка, территориальные группы не предусмотрены.
Для попадания в парламент партиям необходимо преодолеть 5%-й барьер. Распределение мандатов между прошедшими барьер списками происходит по формуле. Депутаты избираются на пять лет.

### Ключевые даты
- 17 июня 2022 года Центральная избирательная комиссия республики постановлением назначила выборы на 11 сентября 2022 года (единый день голосования)[2]. Однако постановление вступало в силу не сразу, а лишь после публикации в газете «Северная Осетия».[6]
- 17 июня опубликован расчёт числа подписей, необходимых для регистрации списка кандидатов (от 2592 до 2 851 подписей избирателей (2592 — 0,5% от установленной численности).
- 22 июня в среду газета «Северная Осетия» в № 108 (28545) опубликовала постановление «О назначении выборов депутатов Парламента Республики Северная Осетия-Алания седьмого созыва»[7]
- с 23 июня по 17 июля — решение партий о выдвижении списка кандидатов (25 дней после официальной публикации решения о назначении выборов)
- сбор подписей избирателей — со дня оплаты изготовления подписных листов
- по 23 июля до 18:00 — представление списков кандидатов в избирательную комиссию (30 дней после официальной публикации решения о назначении выборов)
- по 27 июля до 18:00 — представление документов в избирательную комиссию для регистрации списков кандидатов (за 45 дней до дня голосования)
- до 11 августа — проведение жеребьевки по определению порядка размещения партий в бюллетене (не позднее чем за 30 дней до дня голосования)
- с 13 августа по 9 сентября — период агитации в СМИ
- 10 и 11 сентября — дни голосования[8]

### Сбор подписей и регистрация списков
Для регистрации списков кандидатов партиям необходимо собрать подписи избирателей в количестве 0,5%. Центризбирком определил, что требуется собрать от 2592 до 2 851 подписей избирателей.
От сбора подписей освобождены 7 партий: «Единая Россия», КПРФ, ЛДПР, «Справедливая Россия — За Правду», «Новые люди», как представленные в Госдуме, а также «Родина» и «Коммунисты России» — по результатам выборов в Республике Северная Осетия — Алания и количеству набранных голосов, в том числе в муниципальных кампаниях. Список партий был утверждён 16 ноября 2021 года.

## Партии и кандидаты
В мае 2022 года в партии «Единая Россия» в Северной Осетии провели предварительное голосование (праймериз) по отбору кандидатов для включения в список партии на выборах.
В июле свои списки кандидатов выдвинули 8 партий. Это все 7 партий, освобождённые от сбора подписей, а также «Партия дела», которой требовалось собирать подписи в поддержку выдвижения.
27 июля, в последний день представления документов для регистрации, стало известно, что ЦИК Северной Осетии отказал партии «Новые люди» в заверении списка. В партии заявили что, отказ связан с «придирками к нескольким кандидатам на выборы» и обжаловали это решение в Верховном суде Северной Осетии. В удовлетворении иска отказал сперва Верховный суд Северной Осетии, а 26 августа Судебная коллегия по административным делам Верховного суда РФ.
У шести партий ЦИК принял документы для регистрации. Из них ЦИК Северной Осетии отказал в регистрации списка партиям «Коммунисты России» и «Партия дела».
В итоге ЦИК Северной Осетии не допустил до выборов три партии.
| Партия                            | Сбор подписей | Республиканский список от 70 до 105 кандидатов (первые 10 кандидатов) | Кандидатов в списке | Статус списка          |
| --------------------------------- | ------------- | --- | ------------------- | ---------------------- |
| «Единая Россия»                   | не требуется  | Сергей Меняйло • Владимир Гуриев • Зураб Макиев • Александр Тотоонов • Жанна Цаллагова • Зелимхан Ватаев • Рима Дзицоева • Таймураз Тускаев • Виталий Назаренко • Юрий Газзаев | 74                  | зарегистрирован        |
| «Коммунисты России»               | не требуется  | |                     | отказ в заверении      |
| КПРФ                              | не требуется  | Елена Князева • Асланбек Гутнов • Медея Эльдзарова • Тамерлан Засеев • Чермен Дудати • Дзамболат Камболов • Батраз Кочиев • Алан Макаев • Стэла Арчинова • Эльбрус Тайсаев     | 74                  | зарегистрирован        |
| ЛДПР                              | не требуется  | Сослан Бестаев • Станислав Дзебоев • Казбек Бадов • Таймураз Цахилов • Руслан Албегов • Валерий Битаров • Аскер Наниев • Чермен Кобесов • Давид Гетоев • Мурат Гасиев          | 81                  | зарегистрирован        |
| «Новые люди»                      | не требуется  | | 72                  | отказ в заверении      |
| «Родина»                          | не требуется  | Таймураз Фидаров • Хетаг Гозюмов • Инна Родина • Феликс Цогоев • Казбек Золоев • Павел Битаров • Георгий Кочиты • Лана Салбиева • Сослан Кайтуков • Николай Чаусов             | 83                  | зарегистрирован        |
| «Справедливая Россия — За Правду» | не требуется  | Арсен Фадзаев • Светлана Доева • Сослан Дидаров • Виталий Калоев • Алан Догузов • Виктор Величко • Батраз Билаонов • Асланбек Хадарцев • Георгий Тетцоев • Дзамболат Тедеев    | 100                 | зарегистрирован        |
| «Партия дела»                     | требуется     | Артур Хадзарагов • Лариса Дзахова • Руслан Хадарцев • Сослан Рамонов • Виктор Дедегкаев • Алан Догузов • Диана Бекузарова • Мурат Гусов • Георгий Дудаев • Мусса Абиев         | 78                  | отказано в регистрации |

## Результаты
| Партия                           | Партия                           | Голоса  | %       | Мест |
| -------------------------------- | -------------------------------- | ------- | ------- | ---- |
|                                  | «Единая Россия»                  | 242 091 | 67,88 % | 51   |
|                                  | СРЗП                             | 50 878  | 14,27 % | 10   |
|                                  | КПРФ                             | 44 055  | 12,35 % | 9    |
|                                  |                                  |         |         |      |
|                                  | «Родина»                         | 8064    | 2,26 %  | —    |
|                                  | ЛДПР                             | 5597    | 1,57 %  | —    |
|                                  |                                  |         |         |      |
| Недействительные бюллетени       | Недействительные бюллетени       | 5953    | 1,67 %  |      |
| Действительные бюллетени         | Действительные бюллетени         | 350 685 | 98,33 % |      |
| Всего бюллетеней в ящиках        | Всего бюллетеней в ящиках        | 356 638 | 100 %   |      |
|                                  |                                  |         |         |      |
| Бюллетени, выданные на участках  | Бюллетени, выданные на участках  | 271 751 | 76,06 % |      |
| Бюллетени, выданные вне участков | Бюллетени, выданные вне участков | 85 523  | 23,94 % |      |
|                                  |                                  |         |         |      |
| Явка избирателей                 | Явка избирателей                 | 357 274 | 69,09 % |      |
| Число избирателей                | Число избирателей                | 517 087 | 100 %   |      |

Более 5 % голосов избирателей получили списки трёх партий «Единая Россия» — 67,88 %, «Справедливая Россия — За Правду» — 14,27 %, КПРФ — 12,35 %. Партии «Родина» и ЛДПР набрали менее 5 % голосов и не прошли процентный барьер.
При пропорциональном распределении мандатов «Единая Россия» получила 51 мандат, «Справедливая Россия — За Правду» — 10 мандатов, КПРФ — 9 мандатов.
| «Единая Россия» | «Справедливая Россия — За правду» | КПРФ |
| 51 мандат | 10 мандатов | 9 мандатов |
| --- | --- | --- |
| 1. Меняйло Сергей Иванович (отказ сразу) 2. Гуриев Владимир Валерьевич (отказ сразу) 3. Макиев Зураб Гайозович (отказ сразу) 4. Тотоонов Александр Борисович 5. Цаллагова Жана Викторовна 6. Ватаев Зелимхан Махарбекович 7. Дзицоева Рима Мухтаровна 8. Тускаев Таймураз Русланович 9. Назаренко Виталий Викторович (отказ после избрания сенатором 29.09.2022) 10. Газзаев Юрий Фарзунович 11. Черчесов Аслан Владимирович 12. Левитский Амиран Владимирович 13. Тхостов Мурат Эльбрусови 14. Ортабаев Тимур Мирославович 15. Дюбуа Дмитрий Петрович 16. Остаев Георгий Шалвович 17. Битаров Алик Шамилович 18. Ортабаев Виктор Батарбекович (отказ сразу) 19. Засеев Тельман Гаспарович 20. Токаева Людмила Харитоновна 21. Ревазова Лариса Константиновна 22. Гаев Тотраз Батразович 23. Габараев Юрий Исакович 24. Едзоев Марат Казбекович 25. Дзгоева Ирина Сергеевна 26. Гутиев Вячеслав Заурбекович 27. Гугиев Геннадий Анатольевич (отказ сразу) 28. Бердиев Кермен Борисович 29. Цагараев Руслан Таймуразович 30. Мрыков Казбек Ибрагимович 31. Качаров Олег Дмитриевич 32. Засеев Алан Алексеевич 33. Макоев Хетаг Батразович 34. Саламов Рустам Зурабович 35. Бадтиев Алан Таймуразович 36. Базаев Алан Рубенович 37. Джиоев Георгий Вячеславович 38. Гуриев Данил Владимирович 39. Кесаев Иристон Ирбекович 40. Кисиев Мурат Шаликоевич 41. Лукьяненко Алексей Леонидович 42. Бузаров Артур Русланович 43. Мрикаев Казбек Русланович (отказ сразу) 44. Шавлохов Сармат Хасанбекович 45. Суанов Вадим Станиславович 46. Абаев Ренат Борисович 47. Атаров Георгий Эльбрусович 48. Исаков Юсуп Сапарович 49. Митциев Астан Керменович 50. Салказанов Алан Савельевич 51. Таучелов Заур Черменович - вакантные мандаты получили: 1. Кокоева Тамара Владимировна (№ 52) 2. Уртаев Азамат Алинбекович (№53) 3. Шаталов Сергей Михайлович (№54) 4. Тавитов Александр Валерьевич (№55) 5. Сакаев Ушанги Заликоевич (№56) 6. Козаев Георгий Гастанович (№57) 7. Попов Андрей Сергеевич (№ 60) | 1. Фадзаев Арсен Сулейманович 2. Доева Светлана Бухарбековна 3. Дидаров Сослан Владимирович 4. Калоев Виталий Константинович 5. Догузов Алан Муратович 6. Величко Виктор Васильевич 7. Билаонов Батраз Дударович 8. Хадарцев Асланбек Махарбекович 9. Тетцоев Георгий Заурбекович 10. Тедеев Дзамболат Ильич | 1. Князева Елена Александровна 2. Гутнов Асланбек Амурханович 3. Эльдзарова Медея Багратовна 4. Засеев Тамерлан Гаспарович 5. Дудати Чермен Аланович 6. Камболов Дзамболат Аркадьевич 7. Кочиев Батраз Робертович 8. Макаев Алан Радионович 9. Арчинова Стэла Олеговна |